# Prvi Partizan
 (janvier 2009).
Si vous disposez d'ouvrages ou d'articles de référence ou si vous connaissez des sites web de qualité traitant du thème abordé ici, merci de compléter l'article en donnant les références utiles à sa vérifiabilité et en les liant à la section « Notes et références ».
Prvi Partizan est une cartoucherie serbe située dans la ville d'Uzice. Elle a été créée en 1928 sous le nom de FOMU pour produire des munitions ; dix ans plus tard, elle se mit à fabriquer des cartouches pour armes de poing.

## Description
Prvi Partizan fabrique plus de 350 types de munitions et la société est un  partenaire important de l'usine Zastava de Kragujevac.

## Production

### Arme de poing
- .25 ACP
- 7.62×25mm Tokarev
- 7.63×25mm Mauser
- 7.65x21mm Luger
- 7.62 Nagant
- .32 ACP
- .32 S&W Long
- 9mm Browning Long
- 9×18mm Makarov
- 9×19mm Parabellum
- 9×21mm
- .357 Magnum
- .357 SIG
- .38 S&W
- .38 Special
- .38 Super
- .380 ACP
- .40 S&W
- .44 Magnum
- .45 ACP
- 10mm

### Fusil
- .22 Hornet
- .222 Remington
- .22-250 Remington
- .223 Remington
- .243 Winchester
- .25-06 Remington
- .264 Winchester Magnum
- .270 Winchester
- .30 Carbine
- .300 AAC Blackout
- .300 Winchester Magnum
- .30-06 Springfield
- .303 British
- .30-30 Winchester
- .308 Winchester
- .338 Lapua Magnum
- .375 H&H Magnum
- .45-70 Government
- 5.56x45mm NATO
- 6.5×52mm Mannlicher–Carcano
- 6.5×54mm Mannlicher–Schönauer
- 6.5×55mm
- Grendel 6,5 mm
- 6.5×57mm Mauser
- 6.8mm Remington SPC
- 6mm Remington
- 7×65mmR
- 7.5×54mm French
- 7.5×55mm Swiss
- 7.62x51mm NATO
- 7.62×54mmR
- 7.62×39mm
- 7.65×53mm Argentine
- 7.92×33mm Kurz
- 7×57mm Mauser
- 7×64mm
- 7mm Remington Magnum
- 7mm Mauser
- 7mm-08 Remington
- 7×57mmR
- 8×56mmR
- 8×60mm S
- 8mm Lebel
- 8mm Mauser
- 8×57 IS
- 8×57 IRS
- 9.3×62mm
- 9.3×74mmR
- .50 BMG